# Anathon Aall
Anathon Aall est un philosophe norvégien né le 15 août 1867 et mort le 9 janvier 1943. Il fut professeur à Oslo.

## Publications
- Der Logos I-II (1896–99)
- Vort sjælelige og vort ethiske liv (1900)
- Macht und Pflicht (1902)
- Ibsen og Nietzsche (1906)
- Sokrates – Gegner oder Anhänger der Sophistik (1906)
- Filosofiens historie i Norge (1911)
- Filosofien i Norden (1918).
- Filosofiens historie: i oldtiden og mellomalderen (1923)
- Psykologi (1926)
- Filosofiens historie i den nyere tid (1931)
- Sosialpsykologi (1938)

## Source
- (de) « Aall, Anathon », dans Der Neue Herder, vol. 1, Freiburg, Herder, 1965, p. 10.